# Oščadnica
Oščadnica (Hongaars: Ócsad) is een Slowaakse gemeente in de regio Žilina, en maakt deel uit van het district Čadca.
Oščadnica telt 5.705 inwoners.